# Biały Dwór (sielsowiet Łyntupy)
Biały Dwór – dawna leśniczówka. Tereny, na których była położona, leżą obecnie na Białorusi, w obwodzie witebskim, w rejonie postawskim, w sielsowiecie Łyntupy.

## Historia
W czasach zaborów zaścianek w gminie Łyntupy, w powiecie święciańskim Imperium Rosyjskiego. W 1905 roku liczył 22 mieszkańców, 12 dziesięcin.
W dwudziestoleciu międzywojennym leśniczówka leżała w Polsce, w województwie wileńskim, w powiecie święciańskim, w gminie Łyntupy.
W 1931 (spisano łącznie z leśniczówką) w 7 domach zamieszkiwały 44 osoby.
Miejscowość należała do parafii rzymskokatolickiej w Łyntupach. Podlegała pod Sąd Grodzki w Łyntupach i Okręgowy w Wilnie; właściwy urząd pocztowy mieścił się w Łyntupach.